# Los Olestar
 (juillet 2018).
Los Olestar est un groupe de punk rock argentin. Le groupe reprend des morceaux en version cumbia et autres rythmes tropicaux,. La composition inclut d'anciens membres des groupes de punk rock Shaila et Emotive.

## Biographie
Son premier album, sorti en 2013 et intitulé Pa jugá, contient des reprises en punk rock de chansons populaires. Ceux-ci incluent Amor clasificado (Rodrigo), Septiembre (Miguel « Conejito » Alejandro) et Mentirosa (Ráfaga).
Ils réalisent également une reprise de Un ramito de violetas, de l'auteure-compositrice-interprète espagnole Cecilia ; et une reprise du classique rock argentin, Mañana Campestre.
Dans la même année 2013, ils sortent un EP intitulé Cuarteto vs. Cumbia Santafesina, avec quatre chansons de La Mona Jiménez, Walter Olmos, Los del Fuego et Los Loales. Pour leur deuxième album studio, # Terrecabió, ils font participer Los del Maranhao, Luis Enrique, Damas Gratis, La Base, Flor de Piedra, Los Mensajeros del Amor, Grupo Red, et Alcides,.
En 2017, en Uruguay, ils font partie d'une exposition photographique intitulée Punk, dédiée à plusieurs représentants de ce genre musical.

## Discographie
- 2012 : Pa' Juga[8]
- 2013 : Cuarteto vs Cumbia Santafesina[8] (EP)[4]
- 2014 : #Terrecabió[8]
- 2016 : En La Pera!![8] (DVD)